# Guillermo Tolentino

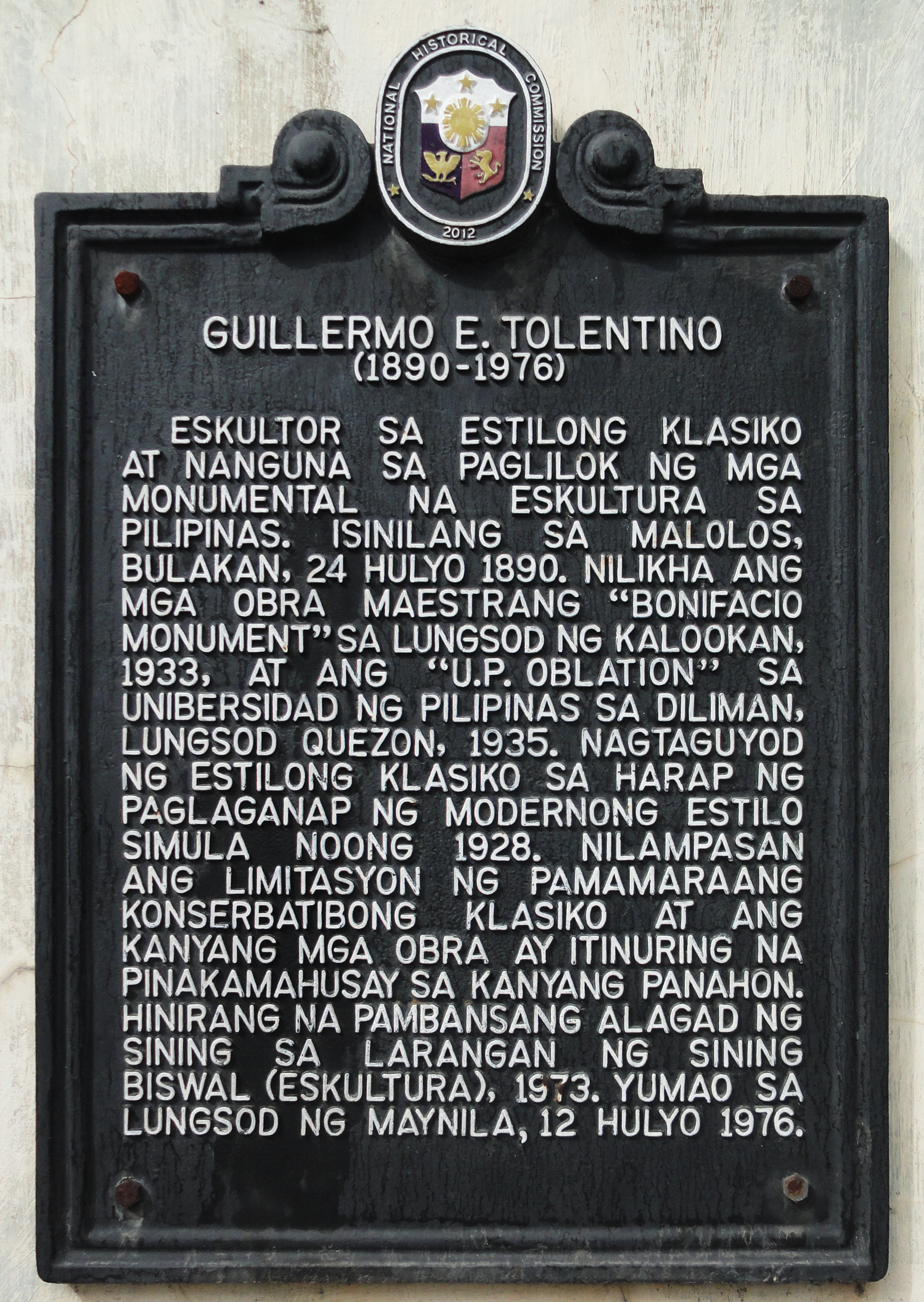
Gedenkplaat

Guillermo Tolentino (Malolos, 24 juli 1890 – 12 juli 1976) was een Filipijns beeldhouwer. Tolentino werd in 1973 uitgeroepen tot nationaal kunstenaar van de Filipijnen.

## Biografie
Guillermo Tolentino studeerde Schone Kunsten aan de University of the Philippines (UP) en behaalde in 1915 zijn diploma. In 1919 vertrok hij naar de Verenigde Staten waar hij met een beurs van Bernard Baruch, een Amerikaanse miljonair, studeerde aan de School of Beaux Arts in New York. Na het afronden van de opleiding in New York in 1921 reisde hij af naar Europa, waar hij bezoeken bracht aan beroemde musea en galerieën in Londen en Parijs. In 1922 schreef hij zich in aan het Instituto di Belle Arti in Rome voor een vervolgopleiding. In zijn jaren in Rome exposeerde hij ook werk en won nog een tweede prijs in een beeldhouwwedstrijd.
In 1924 keerde Tolentino terug naar zijn vaderland. Vanaf 1926 werkte hij aan de UP, eerst als docent, later als professor en uiteindelijk van 1952 tot 1955 als directeur. Tolentino maakte met name bustes van marmer. Zijn drie meesterwerken zijn het Bonifacio Monument (1933), The Oblation (1935) en Venus (1951). Andere werken zijn een bronzen beeld van president Quezon, te zien op het Quezon Memorial, bustes van José Rizal, voor UP en UE, een marmeren standbeeld van Ramon Magsaysay voor het GSIS gebouw. Tolentino ontwierp ook het wapen van de Filipijnen, de gouden en bronzen medailles voor de Ramon Magsaysay Award en de Maria Clara, het beeldje dat winnaars van de FAMAS Award krijgen uitgereikt.
Tolentino trouwde in 1932 met de toen 18-jarige Paz Raymundo. Samen kregen ze zeven kinderen.